# Reg Arnold
Reg Arnold (Londen, 25 januari 1919 – Mannheim, 15 januari 1963) was een Engelse swing- en bop-trompettist. 

## Loopbaan
Arnold speelde aanvankelijk in bigbands. Voor en kort na de oorlog was hij actief bij Vic Lewis: in 1938-1939 bij Vic Lewis and Carlo Krahmer Chicagoans en in 1946 en 1947 in Lewis' bigband die speelde in de stijl van Stan Kenton. Toen de bop in opmars was, speelde hij een tijd lang bop, op de manier zoals Dizzy Gillespie dat deed. In 1947 speelde hij op de Melody Maker Jazz Rally (onder meer met George Shearing) en een jaar later speelde hij met Denis Rose en bijvoorbeeld Johnny Dankworth en Ronnie Scott mee tijdens een concert, dat verscheen op 'Jazz at the Town Hall', mogelijk de eerste live-plaat met bopmuziek. In 1948 was hij ook lid van Alan Dean's groep, Na deze bop-periode keerde hij terug naar de bigband-wereld, speelde in enkele dansorkesten en sloot zich in 1950 aan bij het orkest van Joe Loss waar hij tot 1955 werkte. Hierna had hij met ex-Loss-zanger Howard Jones een komische muzikale act. Hierna leidde hij enige tijd een eigen groep. 
Arnold overleed aan een hartaanval toen hij een auto uit een opeenhoping van sneeuw probeerde te duwen.

## Discografie (selectie)
- Bop in Britain, Vol. 1: The Learning Curve (vijf nummers met Alan Dean's Beboppers), Jasmine Records, 2003